# Dieci sono pochi
Dieci sono pochi (Just the Ten of Us) è una sitcom statunitense andata in onda sulla ABC dal 1988 al 1990. Spin-off della sitcom di successo Genitori in blue jeans, la serie è incentrata sulle vicende del Coach Graham Lubbock, insegnante di ginnastica e capofamiglia di una numerosa famiglia cattolica composta da otto figli.
Il personaggio di Graham T. Lubbock, interpretato da Bill Kirchenbauer, era l'insegnante di Mike e Carol Seaver in Genitori in blue jeans, dopo il suo licenziamento la famiglia Lubbock si trasferisce ad Eureka in California. La serie prende il via proprio dal trasferimento della famiglia in California, dove Graham accetta di insegnare presso una scuola cattolica. La serie racconta le divertenti vicende della famiglia Lubbock, composta da Graham e sua moglie Elizabeth, incinta del loro ottavo figlio, delle cinque figlie femmine, la primogenita Marie, la superficiale Wendy, la grassottella Cindy, e le intellettuali Connie e Sherry, del figlio maschio Graham Jr. e dell'ultimo arrivato il neonato Harvey.
La serie è stata trasmessa in Italia nel 1992 da Canale 5. Il tema musicale, Doin'It The Best I Can, è cantato da Bill Medley. Nella serie sono comparsi l'allora sconosciuto Matt LeBlanc, divenuto in seguito noto per il ruolo di Joey Tribbiani in Friends e Joey, e Dennis Haysbert noto per il ruolo del Presidente degli Stati Uniti David Palmer nella serie televisiva 24.
Curiosità vuole che molte delle interpreti femminili della serie siano legate alla saga horror di Nightmare, Heather Langenkamp è stata la final girl Nancy nel primo, nel terzo e nell'ultimo capitolo della saga, Jo Ann Willette appare nella scena iniziale di Nightmare 2 - La rivincita mentre Brooke Theiss ha recitato in Nightmare 4 - Il non risveglio.

## Episodi
| Stagione         | Episodi | Prima TV USA | Prima TV Italia |
| ---------------- | ------- | ------------ | --------------- |
| Prima stagione   | 4       | 1988         |                 |
| Seconda stagione | 20      | 1988-1989    |                 |
| Terza stagione   | 23      | 1989-1990    |                 |